# Алфонсо Франджипане
Алфонсо Франгипане (1881, Катандзаро – 1970, Реджо ди Калабрия) е италиански художник, дизайнер, есеист и историк на изкуството, особено активен в областта на художественото наследство на Калабрия .

## Биография
Алфонсо учи изкуство в Неапол при скулптора Станислао Листа (1824 – 1908), художника и декоратор Игнацио Перичи (1837 – 1907) и художника Микеле Тедеско (1834 – 1917). Завършил е специализирания курс по декорация.
През 1912 г. той организира първата Калабрийска художествена изложба в Катандзаро и Калабрийски биеналета на изкуството и занаятите в Реджо ди Калабрия, която продължава да организира до 1947 г.
Той е и редактор на социалистическия вестник „La Giovane Calabria“, както и неговият приятел Филипо Де Нобили.
През 1919 г. той се премества в Реджо ди Калабрия, в южната част на региона, като притежател на Regio istituto magistrale и отваря художествена галерия, целяща да популяризира калабрийските художници. През 1920 г. основава Художествения институт на Реджо Калабрия и Художествената гимназия и накрая участва в възстановяването на Националния музей на Магна Греция в същия град.
През 1922 г. в Реджо той основава и ръководи рецензията Бритиум, официалният орган на Академията за изящни изкуства на Реджо Калабрия (известна още като Академията на Детройт).
Той е автор на различни публикации, занимаващи се с калабрийския художествен свят от името на италианската държава, като Инвентаризацията на произведения на изкуството през 1933 г. и Списъкът с монументалните сгради на Калабрия през 1938 г.
Между 1923 и 1927 г. той ръководи и организира множество художествени изложби на тема Калабрия, които ще бъдат представени на Биеналето на декоративното изкуство в Монца.
Бил е комисар за Калабрия на „Националния фашистки синдикат за изящни изкуства“ през 1933 г.